# هارون أليكساندر
هارون أليكساندر (بالفرنسية: Aaron Alexandre)‏ هو لاعب شطرنج فرنسي، ولد في 1766 في كيتسينغن في ألمانيا، وتوفي في 16 نوفمبر 1850 في لندن في المملكة المتحدة.

## وصلات خارجية
- هارون أليكساندر على موقع مباريات الشطرنج (الإنجليزية)